# Huta Nowa (województwo podkarpackie)
Huta Nowa – wieś w Polsce położona w województwie podkarpackim, w powiecie niżańskim, w gminie Harasiuki.
| SIMC    | Nazwa    | Rodzaj    |
| ------- | -------- | --------- |
| 0793354 | Korninek | część wsi |
| 0793360 | Szabaty  | część wsi |

W latach 1975–1998 miejscowość położona była w województwie tarnobrzeskim.
Wieś jest sołectwem w gminie Harasiuki. 
Wierni Kościoła rzymskokatolickiego należą do parafii Podwyższenia Krzyża Świętego w Hucie Krzeszowskiej.